# FN娱乐
FN娱乐 (韓語：FN엔터테인먼트)，是韩国的经纪公司，成立於2015年。

## 旗下藝人

### 男演員
- 李泰九（2018年12月至今）[1]
- 李度烨（2020年2月至今）[2]
- 李尚洪（2021年9月至今）[3]
- 李康旭
- 李太善（2025年6月至今）[4]
- 韓載錫（2025年6月至今）[5]
- 姜河京（2025年7月至今）[6]
- 林成俊（임성준）
- 高俊亨（고준형）

### 女演員
- 朴荷娜
- 洪洙賢（2020年3月至今）[7]
- 金成铃（2022年9月至今）[8]
- 元裕軫（2023年11月至今）[9]
- 李妍度（2024年1月至今）[10]
- 李珠妍（2024年9月至今）[11]
- 金惠恩（2025年5月至今）[12]
- 趙友利（2025年6月至今）[13]

## 已离开艺人
- 文熙景
- 李多海（2019年4月-）
- 林秀香（2018年-2025年3月）
- 南智賢（2021年12月-）
- 安普贤（2012年-2025年）
- 真理翰（2019年8月-）
- 裴格林（-2024年1月）
- 辛衍抒（2021年8月-2023年）
- 白瑞彬（2018年8月-）
- 蔡东铉（2020年12月-）

## 外部連結
- 官方网站
- FN Entertainment NAVER BLOG 
- YouTube上的FN娱乐頻道
- FN娱乐的Instagram帳戶